# Disparition (droit français)
Pour les articles homonymes, voir Disparition (homonymie).
En droit français, la disparition est définie comme « Le décès de tout Français (...) dans des circonstances de nature à mettre sa vie en danger, lorsque son corps n'a pu être retrouvé » (art. 88 al.1er du Code civil).
Le droit civil organise trois régimes :
- la non-présence, quand une personne n'est pas là mais que sa vie ne fait pas de doute. Ce qui conduit à la désignation d'un représentant pour gérer les biens et les intérêts du non-présent.
- l'absence, « lorsqu'une personne a cessé de paraître au lieu de son domicile ou de sa résidence sans que l'on en ait eu de nouvelles » (art. 112 du Code civil). Ce régime permet au bout de 10 ou 20 ans de déclarer la personne décédée.
- la disparition, « lorsque le décès est certain, ou quasi-certain, mais que le corps n'a pu être retrouvé »  (art. 88 al. 3 du Code civil). Ce régime permet de déclarer rapidement la personne décédée.

NOTA BENE : S'il s'agit simplement de reprendre contact avec une personne, une recherche dans l'intérêt des familles (RIF) pouvait être entreprise ; cette procédure est aujourd'hui supprimée.
Le droit pénal utilise la procédure d'enquête de flagrance pour enquêter sur les disparitions inquiétantes.
Pour finir, il existe aussi un dispositif particulier pour les disparitions de mineurs : l'alerte enlèvement.

## Histoire de la disparition en droit français
Lors de l'adoption du code civil de 1804, seule la procédure d'absence était prévue pour le cas où une personne disparaissait. Pourtant, lorsque le décès de la personne était hautement probable en raison des circonstances qui entourait sa disparition, le système organisé par les articles 112 et suivant du Code civil paraissait inapproprié. 
Le législateur est intervenu par deux ordonnances : une première du 30 octobre 1945 et la seconde le 23 août 1958. Ces ordonnances ont modifié les articles 88 à 92 du code civil.
Ces dispositions permettent de déclarer judiciairement le décès. La procédure s'applique également lorsque le décès est certain, mais que le corps n'a pu être retrouvé (art. 88 al. 3 du Code civil). 
La quasi-certitude apparaît notamment dans le cadre d'accident où le cadavre a été consumé totalement (incendie, accident d'avion, etc.) ou lorsqu'il s'agit de cadavre non-identifié.

## Enquête disparition
Si la disparition laisse croire que « quelque chose est arrivé », une enquête pénale peut être ouverte. Sinon, il existait auparavant, une procédure administrative de recherche dans l'intérêt des familles (RIF) qui pouvait être entreprise.

### Enquête pénale
La loi du 9 septembre 2002 dans l'article 74-1 du code de procédure pénale a aménagé un cadre d'enquête sui generis pour trois cas de disparition : 
- disparition d'un mineur;
- disparition d'un majeur protégé;
- disparition d'un majeur présentant un caractère inquiétant ou suspect eu égard aux circonstances, à l'âge de l'intéressé ou à son état de santé (art. 74-1 du code de procédure pénale).

L'opportunité de recherches est en cas de conflit laissée à l'appréciation du procureur de la République (art. 26 de la loi du 21 janvier 1995 lire en ligne). 
Ce même article prévoit que par principe :
- toute personne déclarée disparue est immédiatement inscrite au fichier des personnes recherchées;
- le déclarant est tenu informé du résultat des recherches entreprises, sous réserve du droit de la personne majeure déclarée disparue et retrouvée de s'opposer expressément à la communication de son adresse au déclarant en signant devant un officier de police judiciaire un document spécifiquement établi à cet effet.

Lors de la déclaration de disparition, le déclarant s'engage à prévenir immédiatement les services de police ou de gendarmerie de toutes nouvelles qu'il pourrait avoir.
L'adresse d'une personne mineure ou majeure protégée déclarée disparue ne peut être communiquée à son représentant légal qu'avec l'autorisation du juge des enfants ou du juge des tutelles, lequel apprécie, au regard des éléments du dossier, si cette communication présenterait un danger pour le mineur ou le majeur protégé.
À défaut de découverte, dans le délai d'un an, soit de la personne déclarée disparue, soit de la preuve de sa mort, un certificat de vaines recherches peut être délivré au déclarant à sa demande. Ce certificat est délivré pour faire valoir ce que de droit, mais n'arrête pas la poursuite des recherches.
Lorsque le procureur de la République fait application des dispositions de l'article 74-1 du code de procédure pénale, il est mis fin aux recherches administratives prévues par le présent article.

### Histoire du droit: recherche dans l'intérêt des familles (RIF)
Une recherche dans l'intérêt des familles (RIF) était une procédure administrative française organisée par la circulaire ministérielle no 83-52 du 21 février 1983. Il s'agissait d'une requête déposée par une personne majeure dans le but de pouvoir reprendre contact avec une personne de sa famille.
Cette procédure est abrogée car ne correspondant plus à notre époque. Comme l'indique la circulaire d'annulation en date du 26 avril 2013 : « La procédure de recherche dans l'intérêt des familles a été créée à l'issue de la Première Guerre mondiale pour permettre aux membres d'une famille de se retrouver avec l'aide de la puissance publique. Compte tenu du développement des moyens de télécommunications et en particulier l'internet, le nombre de demandes de recherches dans l'intérêt des familles a considérablement chuté ces dernières années de telle sorte que cette procédure tombe peu à peu en déshérence ».

## Déclaration judiciaire de décès
L'article 88 du code civil à ce sujet est limpide :
« Peut être judiciairement déclaré, à la requête du procureur de la République ou des parties intéressées, le décès de tout Français disparu en France ou hors de France, dans des circonstances de nature à mettre sa vie en danger, lorsque son corps n'a pu être retrouvé.
Peut, dans les mêmes conditions, être judiciairement déclaré le décès de tout étranger ou apatride disparu soit sur un territoire relevant de l'autorité de la France, soit à bord d'un bâtiment ou aéronef français, soit même à l'étranger s'il avait son domicile ou sa résidence habituelle en France.
La procédure de déclaration judiciaire de décès est également applicable lorsque le décès est certain mais que le corps n'a pu être retrouvé. »
Il s'agit du cas où le corps peut difficilement être retrouvé mais où le décès est plus que probable comme lors d'un crash d'avion. 
Par contre, si elle est le fruit d'un enlèvement il n'y a aucune présomption de décès. En fait, tant qu'aucune preuve n'indique que la personne peut être décédée, il y a tout lieu de croire qu'elle puisse être encore en vie.

## Disparition (biens sans maître)
Dans le cadre de l'article 713 du code civil les biens immobiliers d'une personne disparue peuvent être incorporés par une commune dans son domaine privé si la taxe foncière n'a pas été payée pendant plus de trois ans. Il existe une procédure spécifique de publicité et d'incorporation. La commune peut par un vote du conseil municipal renoncer à ce droit au profit de l'établissement public de coopération intercommunale dont elle est membre.
Dans le cas où la commune ou l'EPCI refusent un bien présumé sans maître la propriété de celui-ci est dévolue à l'État. Cette situation se présente lorsque l'immeuble est dangereux (contamination nucléaire, chimique etc.).
Dans le cas où l'immeuble se trouve dans une zone listée à l'article L322-1 du Code de l'environnement et que la commune ou l'EPCI y ont renoncé, "celui-ci est transféré au Conservatoire de l'espace littoral et des rivages lacustres lorsqu'il en fait la demande ou, à défaut au conservatoire régional d'espaces naturels agréé". En dernier recours l'immeuble revient à l'État.